# Dario Bucciarelli
Dario Bucciarelli O.F.M. (ur. 7 kwietnia 1827 w Castelplanio, k. Ankony, zm. 19 lutego 1878 w Prizrenie) – włoski arcybiskup katolicki.

## Życiorys
W młodym wieku wstąpił do zakonu franciszkanów. Przez dziewięć lat pracował jako misjonarz w Albanii, zanim został wybrany sekretarzem biskupa diecezji szkoderskiej. W 1860 został biskupem-ordynariuszem diecezji Pult. 10 marca 1861 objął godność ordynariusza diecezji szkoderskiej. Od 1864 do końca życia pełnił posługę ordynariusza archidiecezji skopijskiej. Dziełem życia Bucciarellego była wzniesiona w Prizrenie świątynia katolicka, otwarta 31 października 1870. W 1862 ukazały się w Rzymie jego teksty religijne pisane wierszem, w języku albańskim – Udha e sceites cryc' e tiera pun t'divocme (Droga świętego Krzyża i inne prace religijne). Pozostawił po sobie w rękopisie gramatykę języka albańskiego, napisaną w języku włoskim.

## Zob. także
- Arcybiskupi Szkodry-Pultu
- Biskupi Skopja